# Purwodadi Dalam
Purwodadi Dalam is een bestuurslaag in het regentschap Lampung Selatan van de provincie Lampung, Indonesië. Purwodadi Dalam telt 4091 inwoners (volkstelling 2010).